# Brouwerij Oud Beersel
Brouwerij Oud Beersel voorheen Brouwerij Vandervelden is een geuzestekerij te Beersel, lid van HORAL.
Het wort voor hun lambiek laten ze brouwen bij brouwerij Boon te Lembeek volgens het recept van vorige eigenaar Henri Vandervelden. Het gisten en rijpen van het lambiekbier gebeurt op houten vaten in Oud Beersel gedurende één, twee of drie jaar. Na het mengen van de jonge en oude lambiek gaat het mengsel naar brouwerij Boon om het te bottelen voor productie van Geuze.

## Geschiedenis
De geuzestekerij werd gesticht in 1882 door Henricus Vandervelden, die als seizoenarbeider werkte in brouwerij De Kroon te Ukkel. Deze stekerij, gelegen in de Kasteelstraat te Beersel, was toen gespecialiseerd in de productie van lambiek, geuze, faro en mars (of meerts). Pierre, een van de zonen van Henri, zette de geuzestekerij van zijn ouders voort tot 1947, waarna hij zijn activiteiten stopte.
Egidius, de oudste zoon van Henricus, verbouwde in 1922 de boerderij van zijn schoonouders op de Laarheide in Beersel en richtte er zijn geuzestekerij in. Pas kort voor de Tweede Wereldoorlog begon Egidius zelf lambiek te brouwen in een installatie die hij met tweedehands onderdelen in elkaar knutselde. Wanneer kort daarna de oorlog uitbrak, verbood de Duitse bezetter het gebruik van tarwe, een onmisbare grondstof voor lambiek. De brouwer maakte dan maar gebruik van gemalen en geëeste suikerbieten en, zoals later bleek, in het geniep een beetje tarwe. In 1934 had Egidius reeds verbouwingswerken laten uitvoeren en verbouwde de boerderij en karhuis om tot herberg "Het Bierhuis" waarin hij een Mortierorgel plaatste. Dit café werd tot 1988 uitgebaat door een van zijn dochters, Marie-Thérèse.
Zoon Henri studeerde af als brouwingenieur aan het I.N.I.F. (Institut National des Industries de Fermentation) en nam de brouwerij-stekerij over in 1953 wanneer zijn vader op jonge leeftijd sterft. Henri breidde de brouwcapaciteit uit tot 50hl en kiest de naam Oud Beersel voor de brouwerij. In 1991 volgde zijn neef Danny Draps, zoon van Marie-Thérèse, Henri als deze de pensioenleeftijd bereikt. Maar de brouwerij draaide op een laag pitje. De brouw- en afvulinstallatie waren sterk verouderd en er was al jaren niet geïnvesteerd. Eind 2002 besliste Danny om de brouwerij en het café stop te zetten. Het café werd na verkoop een bloemenwinkel.

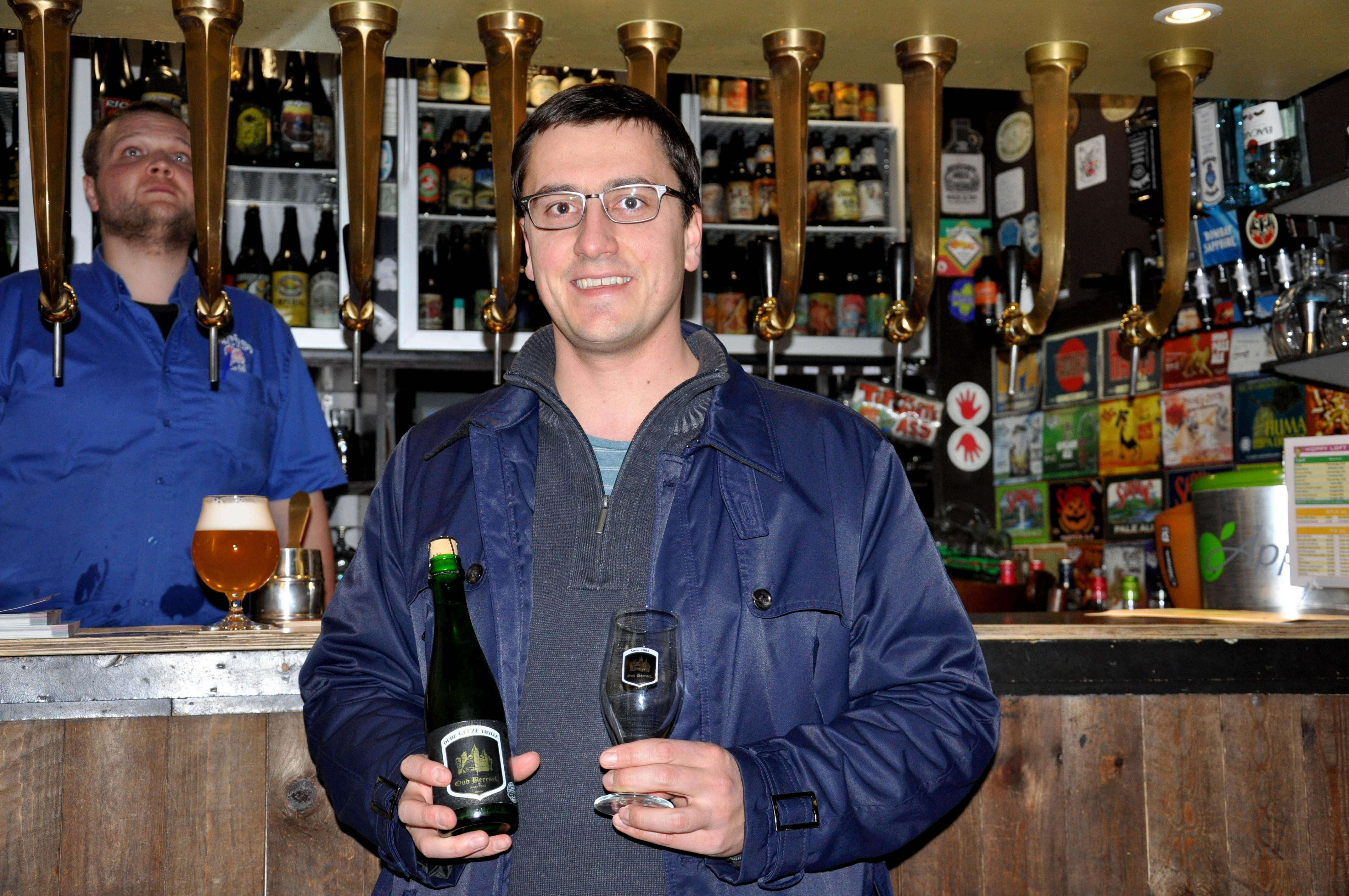
Gert Christiaens in Délirium Café te Brussel (2012)

Wanneer Gert Christiaens en zijn vriend Roland De Bus vernamen dat de brouwerij stopte, besloten ze deze te redden. Ze richtten een bvba op om Oud Beersel over te nemen en volgden vanaf 2003 een cursus brouwerij-mouterij te Gent. Om de nodige inkomsten te vergaren, lanceerden ze eind 2005 een bier Bersalis Tripel, gebrouwen naar hun eigen recept bij brouwerij Huyghe te Melle.
In maart 2007, na bijna vijf jaar afwezigheid, kwamen Oude Geuze Oud Beersel en Oude Kriek Oud Beersel terug op de markt. In april 2007 stapte Roland uit de bvba omdat de activiteiten niet meer te combineren waren met zijn fulltime job en werd Gert eigenaar, samen met zijn vader Jos Christiaens.

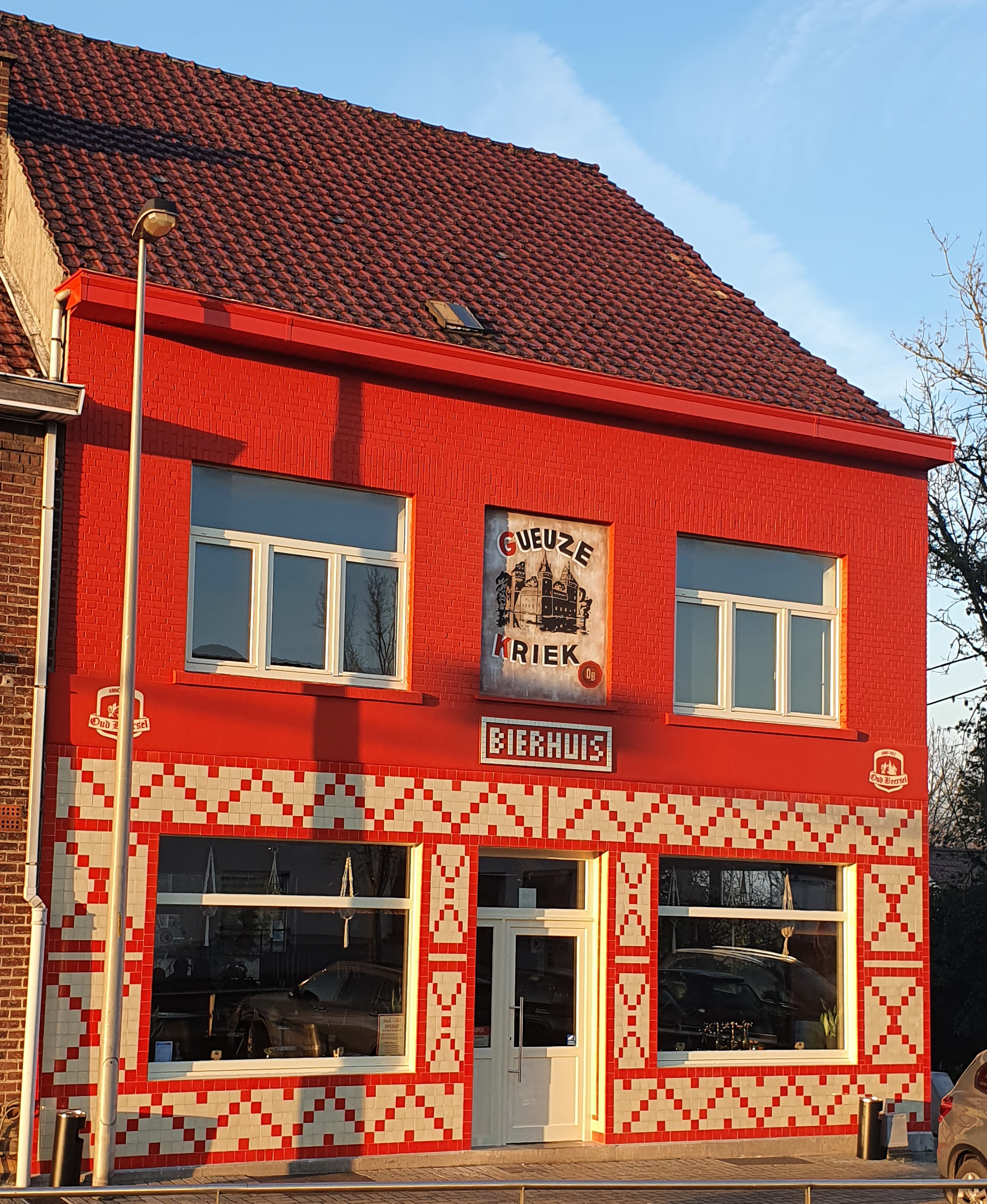
Het Bierhuis in 2022

In december 2006 startten vrienden van Gert een vzw op genaamd De geuzen van Oud Beersel. Deze vereniging promoot de eeuwenoude traditie van het lambiekbrouwen, organiseert bezoeken en ledenactiviteiten en helpt mee met de uitbouw van het museum van Oud Beersel.
In mei 2009 kwam "Bersalis Kadet" op de markt. De Kadet is een blond hooggegist bier met 4,5% alcohol percentage. Eind 2011 begonnen ze met hun Bzart bieren, wat lambiek of kriekenlambiek is die op fles hergist worden met champagnegist.
In januari 2022 werd het café "Het Bierhuis" naast de brouwerij heropend na een grondige renovatie en restauratie. De voorgevel, de vloer, de bar en houten muurpanelen werden in ere hersteld. De ronde tafel van voor de sluiting werd terug in het café geplaatst en van oude aluminium biertonnetjes die nog van vroeger in de kelder lagen, werden zitkrukjes gemaakt.

## Bieren
- Bersalis Tripel, 9,5%
- Bersalis Kadet, 4,5%
- Bersalis Sourblend, 6% (gestopt)
- Bersalis Tripel Oak Aged, 10,5%
- Bersalis Grand Cru (gestopt)
- Oude Geuze Oud Beersel, 6%
- Oude Kriek Oud Beersel, 6,5%
- Oude Schaarbeekse Kriek Oud Beersel, 7,2%
- Bzart Lambiek Millésime, 7%
- Bzart Kriekenlambiek Millésime, 7%
- Green Walnut Oud Beersel, 6%
- Framboise Oud Beersel, 5%
- Oude Lambiek Oud Beersel (bag-in-box 3lt)
- Kriekenlambiek Oud Beersel (bag-in-box 3lt)
- Rozenlambiek Oud Beersel (bag-in-box 3lt)
- Rabarberlambiek Oud Beersel (bag-in-box 3lt)
- Bersalis Barrel Reserve (bag-in-box 3lt)